# Осек (гміна Яроцин)
Осек (пол. Osiek, нім. Oschek) — село в Польщі, у гміні Яроцин Яроцинського повіту Великопольського воєводства.
Населення — 339 осіб (2011).
У 1975-1998 роках село належало до Каліського воєводства.

## Демографія
Демографічна структура станом на 31 березня 2011 року:
|          | Загалом | Допрацездатний вік | Працездатний вік | Постпрацездатний вік |
| -------- | ------- | ------------------ | ---------------- | -------------------- |
| Чоловіки | 168     | 53                 | 100              | 15                   |
| Жінки    | 171     | 34                 | 92               | 45                   |
| Разом    | 339     | 87                 | 192              | 60                   |